# Andrzej Bronisław Pląskowski
Andrzej Bronisław Pląskowski (ur. 18 lutego 1927 w Warszawie) – polski naukowiec, jeden z pionierów tomografii procesowej, współautor pierwszego artykułu na temat elektrycznej tomografii pojemnościowej.

## Życiorys
Uczestnik powstania warszawskiego w kompanii „Krawiec” o pseudonimie „Andrzej II”. Po upadku powstania wzięty do niewoli niemieckiej, przebywał w obozie Stalag X B.
W latach osiemdziesiątych na Uniwersytecie w Manchesterze współpracował w zespole profesora Maurica Becka nad zastosowaniem technik tomograficznych w inżynierii procesowej. Jest autorem wielu patentów, artykułów naukowych i książek. Jego publikacje są często cytowane w pracach naukowych (ponad 1700 cytowań).
Zainicjował organizację Międzynarodowych Sympozjów Tomografii Procesowej w Polsce (Jurata 2000, Wrocław 2002, Łódź 2004, Warszawa 2006, Zakopane 2008), w ten sposób przyczyniając się do rozwoju badań nad tą techniką w kraju.

## Odznaczenia
- Krzyż Walecznych
- Warszawski Krzyż Powstańczy
- Brązowy Krzyż Zasługi z Mieczami
- Krzyż Partyzancki
- Medal za Warszawę 1939–1945
- Odznaka Grunwaldzka
- Dyplom Żołnierza Demokracji